# Undaan Tengah
Undaan Tengah is een bestuurslaag in het regentschap Kudus van de provincie Midden-Java, Indonesië. Undaan Tengah telt 4830 inwoners (volkstelling 2010).